# Pavel Korovkin
Pavel Petrovich Korovkin (em russo:  Павел Петрович Коровкин (o nome de família é também transliterado como Korowkin em fontes alemãs); Vesyegonsk, 9 de julho de 1913 – 11 de agosto de 1985) foi um matemático soviético, cujos campos principais de pesquisa foram polinômios ortogonais, teoria da aproximação e teoria do potencial. Em 1947 provou uma generalização do Teorema de Egorov. A partir do início da década de 1950 seus interesses de pesquisa voltaram-se para a análise funcional, tendo examinado a estabilidade do problema de Dirichlet exterior e a convergência e propriedades de aproximação de operadores positivos lineares sobre espaços de funções contínuas. A aproximação de Korovkin leva seu nome.

## Vida e carreira
Korovkin nasceu em uma família de camponeses pobres. Perdeu o pai quando criança e cresceu de 1914 a 1920 em um orfanato. Em 1930 completou o ensino médio em Leningrado. Como vencedor de um concurso de matemática teve o direito de entrar na Universidade Estatal de Leningrado sem exames de admissão. Depois de um ano trabalhando em uma fábricaentrou na Faculdade de Matemática e Mecânica. Obteve o grau de Candidato de Ciências (doutorado) em 1939, orientado por Vladimir Smirnov, com uma tese sobre polinômios ortogonais. Foi então nomeado para o Instituto Pedagógico Kalinin.
No início da Frente Oriental (Segunda Guerra Mundial) Korovkin alistou-se voluntariamente no Exército Vermelho. Começou como chefe de pelotão de canhão e até o final da guerra foi promovido a chefe do regimento de artilharia. Recebeu a Ordem da Estrela Vermelha.
Em dezembro de 1945 continuou seu trabalho no Instituto Pedagógico Kalinin, obtendo a habilitação (Doktor nauk) em 1947, com um trabalho sobre convergência de séries de polinômios, sendo nomeado professor em 1948. No Moscow Automobile and Road Institute dirigiu de 1958 a 1970 o Departamento de Matemática Superior, sendo depois chefe do Departamento de Análise Matemática da Universidade Estatal de Tsiolkovsky em Kaluga.

## Publicações selecionadas
- Korovkin, P. P. (1947), «Generalization of a theorem of D. F. Egorov», Doklady Akademii Nauk SSSR (em russo), 58: 1265–1267, MR 0023322, Zbl 0038.03803.
- Korovkin, P. P. (1959),  Линейные операторы и теория приближений (em russo), Moscovo: Физматгиз, Zbl 0094.10201, translated in English as Linear operators and approximation theory, Russian monographs and texts on advanced mathematics and physics, Vol. III, Hindustan Publishing Corporation (India), 1960, pp. vii+222, MR 0150565.